# Türannisz
A türannisz egy ókori görög államberendezkedés volt, amely alatt a virágkorban egy alkotmányellenesen hatalomra jutott egyeduralkodó, a türannosz (zsarnok) uralmát értették.

## Az elnevezés eredete
A türannisz nem görög szó, hanem valószínűleg lüd eredetű. Sokáig a baszileusz, azaz király szinoním kifejezése volt, először a Kr. e. 5. századi attikai forrásokban jelent meg a különbségtétel a hatalom megszerzésének módozata alapján. Az új értelmet nyert türannisz első konzekvens használója Thuküdidész volt. Hellasz egyes félreeső területein a későbbiekben sem tettek különbséget a két egyeduralom típusa között.

## A türannoszok háttere

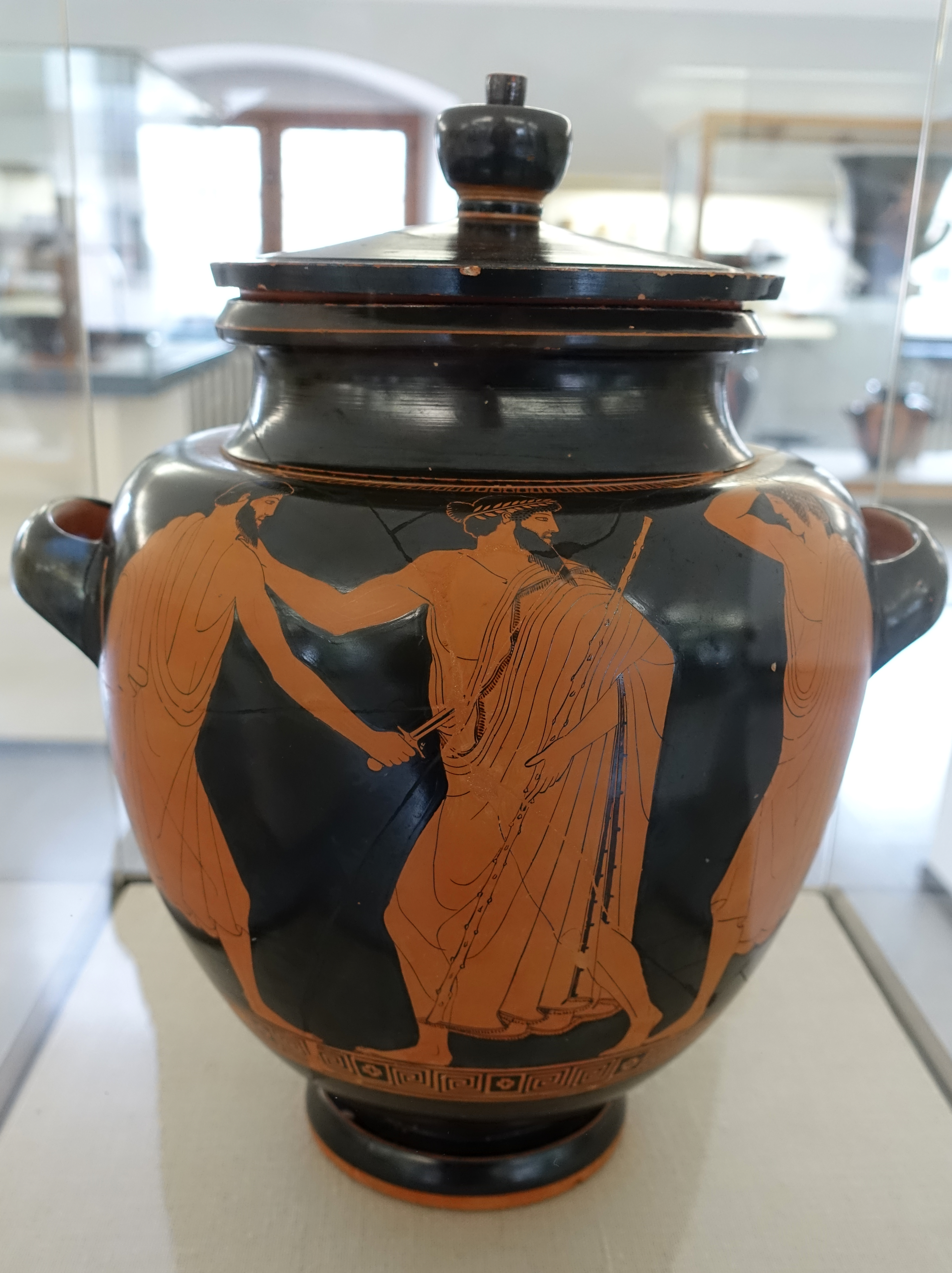
Hipparkhoszt, Athén zsarnokát Harmodiosz és Arisztogeitón megöli. Festmény egy ősi vázán Kr.e. 470 körül

Arisztotelész Kr. e. 4. századi elmélete szerint a türannisz úgy jön létre, hogy az oligarchák közül kiemelkedik egy politikus, és az alsóbb néprétegek támogatásával megragadja a hatalmat. A filozófus alapvetően az ókori Athén történetéből vonta le a következtetését, és a modern kutatás – Magyarországon elsősorban Németh György – bebizonyította, hogy elmélete nem alkalmazható a poliszok többségére.
Az kimutatható, hogy a türannoszok az arisztokrácia tagjai voltak – még a sziküóni Orthagorasz is, hiába bizonygatta a hivatalos propaganda az ellenkezőjét –, méghozzá a legmódosabbak közé tartoztak, mivel az esetek nagy részében vagy róluk, vagy valamely közeli rokonukról tudható, hogy jól szerepeltek az összgörög játékok valamelyikén. Többük valamiféle előkelő – többnyire katonai – rang birtokosaként vette át a hatalmat.
Több példa utal rá, hogy a zsarnokságra törő politikusok törekedtek a dinasztikus kapcsolatok kiépítésére már regnáló türannoszokkal, illetve nagy hangsúlyt helyeztek a minél ősibb gyökerekre visszamenő szakrális legitimációra.

## „Régi” és „új” türannisz
Az első, ún. „régi” türanniszok a Kr. e. 7. század első felében és közepén jöttek létre a görög anyaország területén. A hatalomátvételben ebben az időben még nem vettek részt a politészek, így azok inkább arisztokratikus államcsínyeknek tekinthetőek. Igaz viszont, hogy a bázis növelése érdekében már az első, általában hosszú ideig tartó türanniszok urai is támaszkodtak számos népbarát intézkedést hozva a korban mind nagyobb befolyásra szert tevő középosztályra. A hoplita-harcmodor elterjedésével összefüggésben mindinkább politikai öntudatra ébredő népesség ekkoriban már képes volt megakadályozni vagy lehetővé tenni egy puccsot – így ütött ki balul a megarai támogatással érkező Külón kísérlete a Kr. e. 632 körül.
Az ennél később hatalomra jutott türannoszok már kénytelenek voltak a polgári ellenállással számolni, ezért nem feledkeztek meg a külföldi támogatókról és a katonai bázis fenntartásáról.

## A legfontosabb türanniszok
Németh György vizsgálatai alapján mindössze 68 városállamban mutatható ki türannisz nevet viselő államberendezkedés, ami az általa vizsgált 561 polisz mindössze kb. 12%-a, ráadásul ezeknek kevesebb mint fele alakult ki az anyaországban.
Hellasz területén az athéni, a megarai, a korinthoszi és a sziküóni türanniszt már említettük – feltűnő, hogy mind az Iszthmoszhoz közel eső, gazdag kereskedőállam volt. Megemlítendő még Argosz, Khiosz, Naxosz, Phókisz, Szamosz és Thaszosz – a peloponnészoszi Argosz kivételével mind az Égei-tenger fontos kereskedőállamai.
Kis-Ázsia esetében a legfontosabb türanniszok Epheszoszban, Halikarnasszoszban, Milétoszban és Phókaiában jöttek létre – itt is, és a 16 másik helyi türannisz esetében nem egyszer az Óperzsa Birodalom égisze alatt vették át a hatalmat vazallus egyeduralkodók.
Szicília vitathatatlanul legjelentősebb türannisza Szürakuszai volt az ismert 11 közül, Itália területén pedig Krotón, Kümai és Szübarisz a legfontosabb. Afrika területén a nagy Küréné királyságát is vezették türannoszok.

## Türannisz a forrásokban
Az ókori források hajlanak a hajdan volt türanniszok toposz-szerű ábrázolására, noha olykor kétségtelenül valóságalapja is van e törekvésüknek. Ilyen közhely például a nép becsapása és fegyvereinek összegyűjtése, vagy az első uralkodó pozitív és utódai zsarnoki bemutatása (például Korinthosz urai, Küpszelosz és Periandrosz, vagy akár az athéni Peiszisztratosz és Hippiasz esetében). Ez utóbbi arra utalhat, hogy az utódok általában új bázist próbáltak kialakítani. Többször a népet átejtő színjáték keretében jut hatalomra a türannosz (Athén, Megara), és számos alkalommal a hivatalos propaganda lecsapódása figyelhető meg (például a már említett sziküóni Orthagoraszt egy szakács fiának tekintették, és a megarai Theagenészt is alacsony sorból valónak említik a források).

## Türannisz a modern tudományban
A modern történettudomány a 18. század óta számos elméletet és megközelítést produkált a türannisz megítélésével kapcsolatban. A türannoszok voltak felforgató, törvényszegő zsarnokok, de népbarátok is. Ennek ellenpontjaként többek az elnyomottak nemes lelkű vezéreinek tekintették az ógörög türannoszokat. Egyes kutatók keleti eredetet feltételeztek, és a despotizmus lecsapódását látták a türanniszban, míg mások a katonáskodó politészek és önmaga egybevágó érdekeit képviselő arisztokrata képét tekintik a legelfogadhatóbbnak. A vita a mai napig sem zárult le: sokak a vazallustüranniszokat nem sorolják ide, de egyesek általában a türannisz sajátságos, külön voltát tagadják, egyszerű arisztokratikus uralmi formát látva benne.
A marxista történettudomány álláspontja szerint a türannisz – mint az arisztokráciát a hatalomból kiszorító egyeduralkodói államforma – létrejöttekor a gazdaságilag és jogilag feltörekvő démoszra támaszkodott, és annak érdekeit képviselte. Segítette az ipar, a kereskedelem, a tudomány és a művészetek fejlődését, és ezzel közvetve előkészítette saját bukását, a démosz hatalomra jutását, a türannoszok elűzését, az ókori demokrácia kialakulását.